# Останні дні Помпеї (фільм, 1972)
«Останні дні Помпеї» (рос. «Последние дни Помпеи») — радянський художній фільм, 1972 року, кіностудії «Ленфільм» (Перше творче об'єднання).

## Сюжет
У курортному містечку гастролює естрадно-цирковий ансамбль. Побачивши яскраві афіші, люди охоче розкуповують квитки. Але номера такі нудні, що не всі глядачі можуть досидіти до кінця. За спробу тихо піти під час виступу одного молодого чоловіка забирають в міліцію. Він вирішує помститися керівникові ансамблю і з'ясувати заодно, звідки взявся цей незвичайний колектив…

## У ролях
- Іван Дмитрієв —  Євген Мамайський
- Людмила Арініна —  Помпея Михайлівна Мамайська
- Лев Лемке —  Семен Семенович Козак
- Олександр Дем'яненко —  Филимон Купер
- Ігор Дмитрієв —  дресирувальник Полумухін
- Світлана Мазовецька —  піаністка Клава
- Наталія Воробйова —  Алла Спиридонівна, асистентка Полумухіна
- Борис Січкін —  Володимир Павлович Кукін
- Олексій Смирнов —  Веремій Бабін
- Людмила Ксенофонтова —  дружина Бабіна
- Віталій Соломін —  Аркадій Степанов
- Тамаз Толорая —  Мітя
- Євгенія Сабельникова —  Наташа
- Галина Чигинська —  Віка
- Коте Толорая —  дядько Георгій, старшина міліції
- Глікерія Богданова-Чеснокова —  хористка
- Сергій Гурзо —  епізод
- Володимир Ємельянов —  пожежний інспектор
- Анатолій Королькевич —  диригент Іван Іванович Бірбрагер
- Тамара Тимофєєва —  глядачка
- Зінаїда Афанасенко —  епізод
- Любов Малиновська —  Ніна Павлівна
- Володимир Лосєв —  глядач, учасник досвіду Полумухіна

## Знімальна група
- Сценарій:  Борис Ласкін,  Леонід Лиходєєв
- Постановка:  Йосип Шапіро
- Головний оператор: Вадим Грамматиков
- Головний художник:  Олексій Федотов
- Звукооператор:  Євген Нестеров
- Композитор:  Олександр Колкер